# Rio Dăianu
O Rio Dăianu é um rio da Romênia, afluente do Râul Mare, localizado no distrito de Alba.